# 林肯頓 (喬治亞州)
林肯頓（英語：Lincolnton）是一個位於美國喬治亞州林肯縣的城市。根據2010年美國人口普查，該地共人口1566人，而該地的面積約為8.30平方千米。同時該地也是林肯縣的縣治。

## 地理
林肯頓的座標為33°47′40″N 82°28′35″W / 33.79444°N 82.47639°W，而該地的平均海拔高度為143米（即469英尺）。